# Leo VI. (Byzanz)

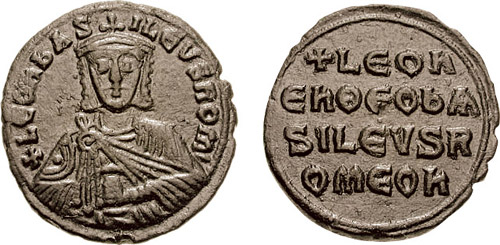
Dieser Follis von Leo VI. trägt den offiziellen Titel der byzantinischen Kaiser BASILEVS ROMEON, Kaiser der Römer.

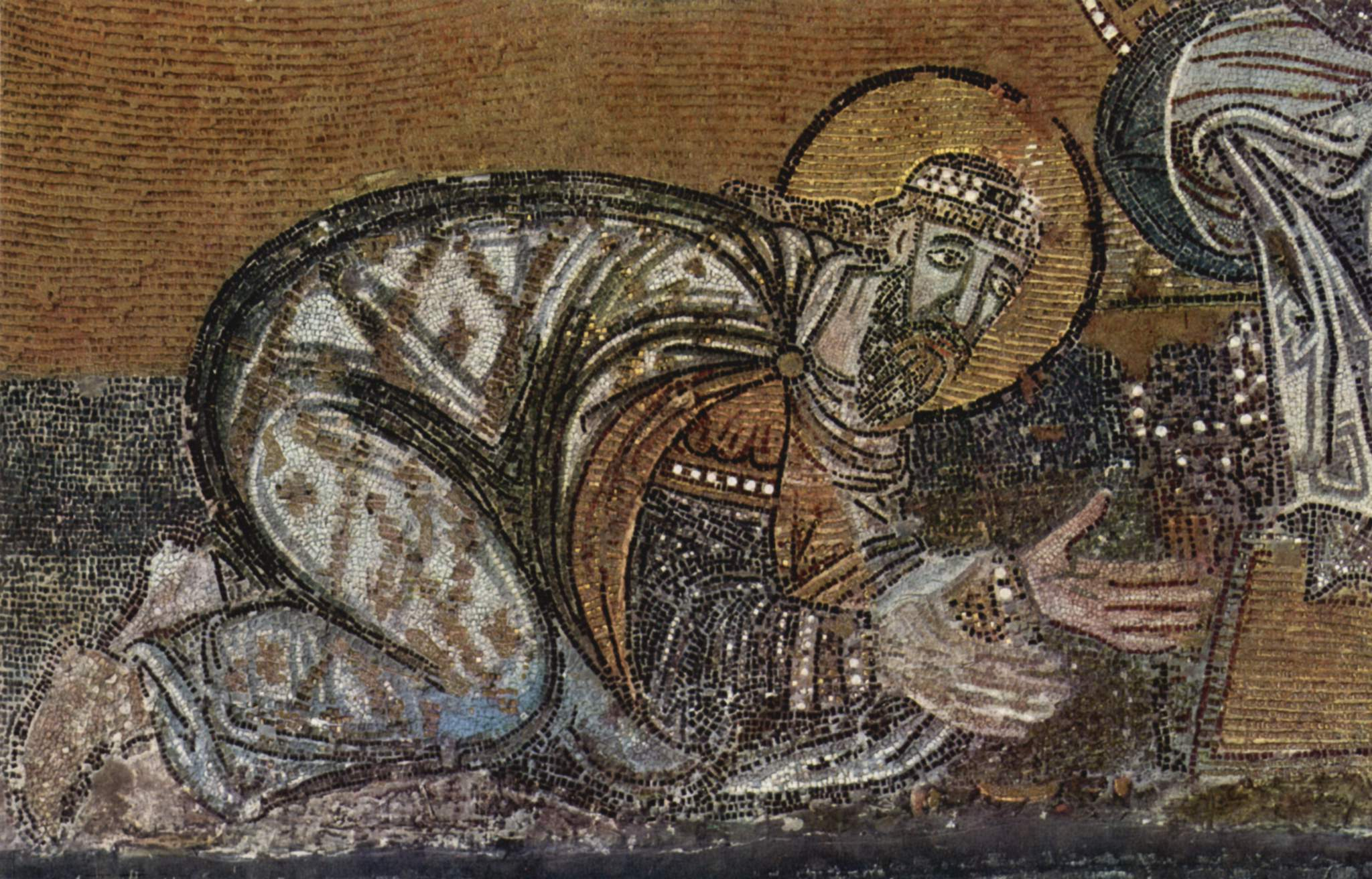
Leo VI. erhält die Investitur göttlicher Weisheit (Mosaik in der Hagia Sophia, Ende 9. Jh.). Es wird zumindest angenommen, dass Leo VI. abgebildet ist. Es besteht aber auch die Möglichkeit, dass hier allgemein ein Kaiser in kniefallender Verehrung dargestellt ist.

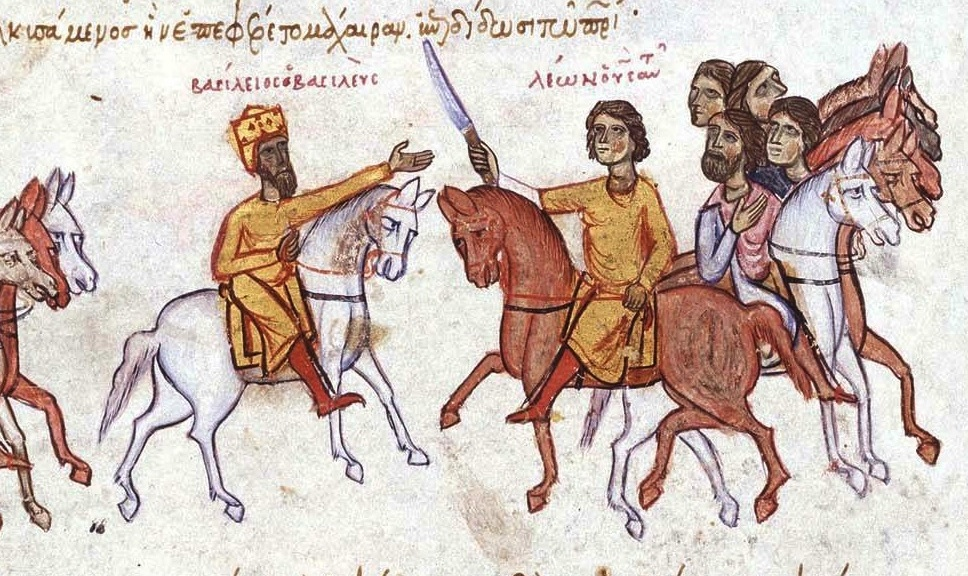
Leo VI. (r.) mit Vater Basileios I.

Leo VI., genannt der Weise oder der Philosoph (mittelgriechisch Λέων ΣΤʹ ὁ Σοφός Leon VI. o Sophos oder ὁ Φιλόσοφος o Philosophos; * 19. September 866 wohl in Konstantinopel; † 11. Mai 912 ebenda) war byzantinischer Kaiser von 886 bis 912. Er stammte aus der makedonischen Dynastie.

## Leben
Die Mutter Leos war Eudokia Ingerina, die ehemalige Geliebte Kaiser Michaels III., bevor sie noch zu Lebzeiten Michaels den späteren Kaiser Basileios I. heiratete. Das Verhältnis zwischen Vater und Sohn war allerdings sehr angespannt. Es wird bisweilen sogar angenommen, dass Leo tatsächlich der Sohn Michaels III. war, was aber umstritten bleiben muss. In diesem Falle wäre aber die makedonische Dynastie unter Leo und seinen Nachfahren in Wahrheit eine Fortsetzung der amorischen.
Zwar wurde auch Leo 870 zum Mitkaiser erhoben, doch galt sein älterer Halbbruder Konstantin bis zu seinem frühen Tod 879 als erster Anwärter auf die Thronfolge. 883 war Leo in eine Verschwörung gegen Basileios verwickelt und wurde deshalb bis 886 inhaftiert. Basileios hatte Leo zur Ausbildung dem Patriarchen Photios anvertraut. Nach dem Tod des Kaisers bestieg Leo im Jahre 886 den Thron und regierte zusammen mit seinem Bruder Alexander, wenngleich die tatsächliche Macht bei Leo lag.
Außenpolitisch musste Leo, der einen Krieg gegen die Bulgaren unnötigerweise provozierte, einige militärische Niederlagen hinnehmen. 896 wurden die Byzantiner entscheidend geschlagen. Daraufhin schloss Leo Frieden mit den Bulgaren; es ist auch möglich, dass er Tributzahlungen leisten musste. 907 wurde Konstantinopel von der Kiewer Rus angegriffen, die sich vorteilhafte Handelsrechte mit dem Kaiserreich verschaffen wollte. 911 wurde wohl ein Handelsvertrag abgeschlossen, doch sind beide Vorgänge, der Angriff und der Vertragsabschluss, in der Forschung nicht unumstritten, da die Quelle ein altrussischer Text aus dem 12. Jahrhundert ist.
Auch gegen die Araber musste er Verluste hinnehmen: 902 ging Taormina auf Sizilien verloren, was Folgen hatte für die Kontrolle der byzantinischen Gewässer durch die eigene Flotte. Auch mehrere byzantinische Städte wurden angegriffen. 911 unternahmen die Byzantiner eine großangelegte Invasion Kretas, die aber fehlschlug. Kurz nach dieser Niederlage erkrankte Leo und starb. Da sein Sohn Konstantin noch ein Kind war, wurde Leos Bruder und nomineller Mitregent Alexander tatsächlicher Kaiser.
Leo verdankt seinen Beinamen seiner Bildung und seiner Förderung der Künste (siehe auch Makedonische Renaissance). Er vervollständigte die Arbeit an der Basiliká, der griechischen Übersetzung und Aktualisierung der Gesetze des Kaisers Justinian I., die Basileios in seiner Regierungszeit begonnen hatte. Um 900 verfasste er die erste, heute bekannte Definition der (militärischen) Logistik im Rahmen seines Werkes Summarische Auseinandersetzung der Kriegskunst, das unter der Bezeichnung Leoninische militärische Institute bekannt geworden ist.
Rechtshistorische Relevanz hat Leo in zweierlei Hinsicht. Zum einen publizierte er die Basiliken, eine in Griechisch verfasste Variante vornehmlich des justinianischen Corpus, wahrgenommen gemeinhin als Element der makedonischen Renaissance. Daneben aber schuf er eine originär eigene Gesetzessammlung. Sein „Eparchenbuch“ enthielt 113 Novellen, vornehmlich regelten sie – in Abweichung zu seinem justinianischen Vorbild in Sachen Kontinuität – das Privatrecht, (inner-)kirchliche Angelegenheiten und das Strafrecht. Staatspolitische Ziele standen kaum in seinem Fokus, dafür Fragen zur „Gleichheit des Menschen“, „Gesetzesgerechtigkeit“, „Gerechtigkeit und Milde in der Welt“ sowie die „Liberalität des Herrschers“. Er vermochte „Gesetze“ in bis dahin nicht gekannter Weise zu abstrahieren.
Mit seinen vielen Ehen verursachte Leo einen kleinen Skandal, der zum sogenannten Tetragamiestreit führte. Seine erste Frau, die Leo heiraten musste, starb 897; er heiratete danach Zoë Zautzina, Tochter seines Beraters Stylianos Zautzes, die 899 ebenfalls starb. Nach der zweiten Hochzeit schuf Leo den Titel Basilopator (Vater des Kaisers, siehe Ämter und Titel im byzantinischen Reich) für seinen Schwiegervater. Nach Zoes Tod war ihm eine dritte Heirat verboten, dennoch heiratete er erneut. Diese Ehefrau starb jedoch bereits im Jahr 901. Statt einer vierten Ehe, die dem Patriarchen Nikolaus zufolge noch eine größere Sünde als die dritte gewesen wäre, zog Leo es vor, Zoe Karbonopsina zur Geliebten zu nehmen. Er durfte diese dann heiraten, als sie ihm 904 einen Sohn gebar, allerdings unter der Auflage, dass er sie nicht als Kaiserin legitimierte.